# شهرستان ولنسیا (نیومکزیکو)
شهرستان والنسیا، نیومکزیکو (به انگلیسی: Valencia County, New Mexico) یک سکونتگاه مسکونی در ایالات متحده آمریکا است که در نیومکزیکو واقع شده‌است.

## خصوصیات
شهرستان والنسیا ۲٬۷۶۶٫۱۲ کیلومترمربع مساحت دارد.